# 团结桥 (苏州)
团结桥是中華人民共和國江蘇省蘇州市的一個橋樑，位于姑蘇區和吳中區交界處，橋上的道路為東吳北路，橋下是仙人大港。橋樑建於1953年。它是一座钢筋水泥单孔双曲拱桥，橋樑跨度15米，宽10米，长15米。